# Monastère byzantin des fils et filles miséricordieux de la Croix

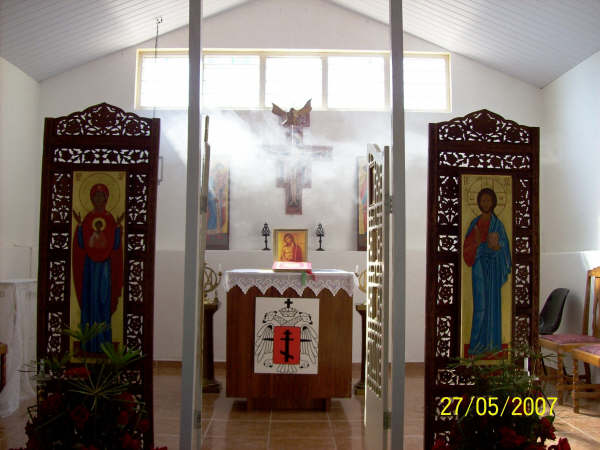
La chapelle du monastère.

Le Monastère byzantin des fils et filles miséricordieux de la Croix est un monastère, initialement melkite, situé à Votorantim, dans l'État de São Paulo au Brésil. Actuellement, la communauté de ces religieux est rattachée à l'église d'Angleterre.

## Histoire
Le monastère est fondé par l'archimandrite Theodoro A. C. de Oliveira à la fin des années 1990 dans la ville de Votorantim et, béni par l'archevêque Farès Maakaroun, était canoniquement considéré comme monastère éparchial.
Les deux communautés monastiques qui y résident ont vécu la spiritualité byzantine sous la forme du monachisme oriental, avec un esprit missionnaire, intégrées dans les différentes réalités pastorales de leur environnement.
Ils ont célébré le rite byzantin. Pour des problèmes théologiques avec l'archevêque Mgr Eduardo Benes de Sales Rodrigues (pt), le père Theodoro et le monastère ont délaissé l'église catholique et sont entrés dans l'église d'Angleterre pour constituer le nouveau diocèse anglican de Votorantim et le p. Theodoro est ordonné et devient son premier évêque,.

## Illustrations

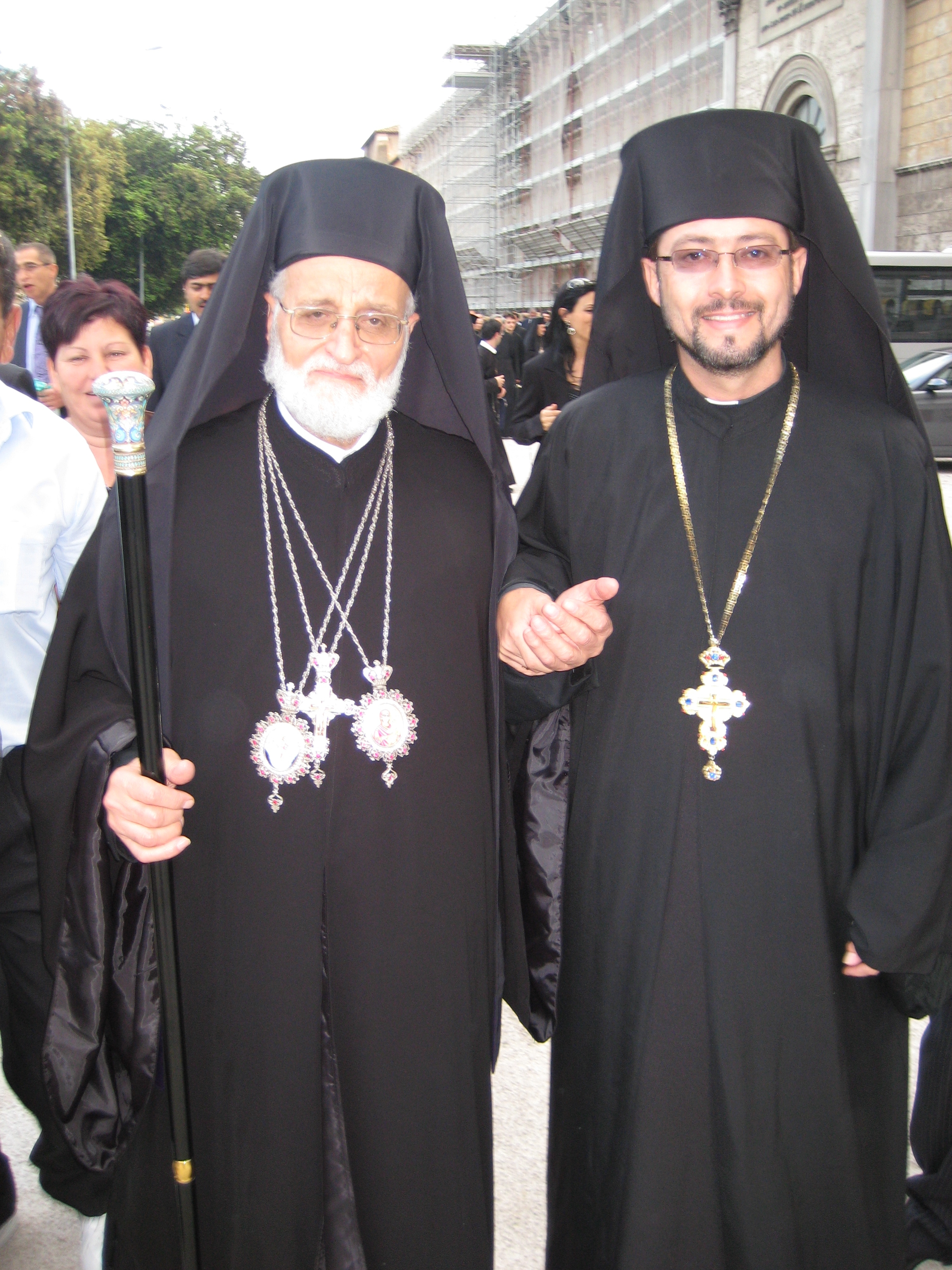
Le fondateur, l’archimandrite Theodoro A. C. de Oliveira (à droite) avec le patriarche Grégoire III à Rome (mai 2008).